# Leuconotis anceps
Leuconotis anceps là một loài thực vật có hoa trong họ La bố ma. Loài này được Jack mô tả khoa học đầu tiên năm 1823.